# Хабаровск-Сити
«Хабаровск-Сити» — многофункциональный финансово-деловой центр Хабаровска, строительство которого начнется в 2026 году на берегу реки Амур. Проект реализует федеральная финансово-строительная группа «Эталон». Объем инвестиций оценивается в 56 млрд руб.

## Описание проекта
Совокупная площадь объектов «Хабаровск-Сити» составит около 1,5 млн кв. м. На территории финансово-делового центра разместятся конференц-холл «Хабаровск», амфитеатр, детская парусная школа, центр водных видов спорта, школы, детские сады, поликлиники. Треть застройки составят деловые объекты, а две трети – жильё, социально-культурные, спортивные и другие объекты, рассказывал в июле 2025 года заместитель министра строительства, главный архитектор Хабаровского края Сергей Фёдоров. В будущем «Хабаровск-Сити» планируется соединить с островом Большой Уссурийский канатной дорогой.
Первый этап проекта «Хабаровск-Сити» охватывает участок площадью 28 га, расположенный между торгово-развлекательным центром «Броско Молл» и улицей Солженицына. На нём планируется возведение объектов общей площадью более 200 тыс. кв. м, включая жильё с коммерческими площадями, гостиницу, апартаменты и наземный паркинг. Строительные работы начнутся в 2026 году, а ввод первых объектов в эксплуатацию запланирован на конец 2028 года.
«Реализация таких проектов — важный шаг в направлении формирования нового делового и общественного центра города Хабаровска, улучшения качества городской среды и повышения инвестиционной привлекательности региона», — отмечал губернатор Хабаровского края Дмитрий Демешин. Рассказывая о проекте генконсулу КНР в Хабаровске Цзян Сяояну, Демешин сравнил «Хабаровск-Сити» с деловым центром Шанхая и с «Москва-Сити»: «Это будет современный деловой центр города, подобный тому, какие есть в Шанхае или Москве. Вместо промышленной зоны здесь вырастут высотные жилые кварталы, конгресс-центры, деловые комплексы».

## История
- Февраль 2025 года — группа «Эталон» провела презентацию «Хабаровск-Сити» на совещании по реализации крупных инвестиционных проектов на территории Хабаровского края под председательством заместителя председателя правительства – полномочного представителя президента РФ в ДФО Юрия Трутнева[7].
- Март 2025 года — для реализации проекта в Хабаровске зарегистрированы спецзастройщики «Амурский», «Амурский 2» и «Амурский 3»[8].
- Апрель 2025 года – архитектурно-градостроительная концепция «Хабаровск-Сити» была рассмотрена на заседании градостроительного совета под председательством губернатора Хабаровского края Дмитрия Демешина[5].
- 19 мая 2025 года — на Российско-Китайском форуме в Хабаровске президент группы «Эталон» Михаил Бузулуцкий подписал с правительством Хабаровского края договор о комплексном развитии территории будущего финансово-делового центра[9].
- Июль 2025 года — в районе будущего строительства по улице Солженицына начался демонтаж гаражей: они перемещаются на новую площадку в Индустриальном районе Хабаровска[10].